# 桂西僮族自治区
桂西僮族自治区，中华人民共和国广西省旧行政区划名，在今广西壮族自治区境。1952年置（副省级），自治区人民政府驻南宁市。辖柳州、宜山、百色、宾阳、崇左5专区。
1953年，撤销宾阳、崇左2专区，合并设立邕宁专区。其后撤销邕宁专区，所属邕宁、宾阳、横县、武鸣、上林、马山、崇左、隆安、龙津、大新、镇都、扶绥、上思、宁明14县；以及原属宜山专区的都安县改由桂西僮族自治区直辖。同年，撤销柳州专区，将鹿寨县划归桂林专区；柳江、柳城、融县、三江、象县、武宣、来宾7县划归宜山专区。
1955年，析宁明县设凭祥镇（县级）；撤销都安县，划入河池、宜山、马山、忻城、平果、东兰6县各一部分设立都安瑶族自治县。
1956年，桂西僮族自治区改置桂西僮族自治州。